# 查特菲爾德 (明尼蘇達州)
查特菲爾德（英語：Chatfield）是一個位於美國明尼蘇達州菲爾莫爾縣及奧姆斯特德縣的城市。

## 人口
根據2020年美國人口普查的數據，查特菲爾德的面積為6.71平方千米，當中陸地面積為6.71平方千米，而水域面積為0.00平方千米。當地共有人口2997人，而人口密度為每平方千米447人。